# Larisa Kroeglova
Larisa Nikolajevna Kroeglova (Russisch: Лариса Николаевна Круглова) (Moermansk, 27 oktober 1972) is een Russische sprintster, die gespecialiseerd is in de 60 m en de 100 m. Haar beste resultaten behaalde ze op de 4 x 100 m estafette. Op dit onderdeel won ze Olympisch zilver, eenmaal brons bij de wereldkampioenschappen en eveneens brons bij de Europese kampioenschappen.

## Loopbaan
Op de wereldkampioenschappen van 2001 in het Canadese Edmonton werd ze met het Russische team, bestaande uit Natalia Ignatova, Irina Chabarova, Marina Kislova en haarzelf op de 4 x 100 m estafette zevende. Een jaar later veroverde zij op dit onderdeel haar eerste medaille. Op de Europese kampioenschappen in München behaalde zij als lid van het Russische team, dat verder bestond uit Natalia Ignatova, Joelia Tabakova en Irina Chabarova het brons. In 2003 herhaalde zij op de WK in Parijs deze prestatie, dit keer samen met Olga Fjodorova, Joelia Tabakova en Marina Kislova.
In 2004 snelde Kroeglova op de Olympische Spelen van Athene op de 4 x 100 m estafette met haar teamgenotes Olga Fjodorova, Joelia Tabakova en Irina Chabarova zelfs naar een zilveren medaille. Met 42,27 seconden eindigden ze achter het Jamaicaanse team (goud) en voor het Franse team (brons). Dat jaar won ze in Leipzig ook de Europese indoorbeker door op de 60 m met 7,27 de Duitse Gabi Rockmeier (zilver) en Griekse Evangelia Nessoudi (brons) te verslaan.

## Titels
- Russisch indoorkampioene 60 m - 2002

## Persoonlijke records
| Onderdeel | Prestatie | Datum        | Plaats |
| --------- | --------- | ------------ | ------ |
| 100 m     | 11,20 s   | 15 juli 2006 | Toela  |
| 200 m     | 22,84 s   | 31 juli 2004 | Toela  |

## Palmares

### 60 m
- 2002: 6e EK indoor - 7,25 s
- 2004:  Europese indoorbeker - 7,27 s
- 2005: 6e EK indoor - 7,32 s
- 2007: 7e WK indoor - 7,23 s

### 4 x 100 m estafette
- 2001: 7e WK - 43,58 s
- 2002:  EK - 43,11 s
- 2002: 6e Wereldbeker - 43,69 s
- 2003:  WK - 42,66 s
- 2004:  OS - 42,27 s